# 理学部
理学部（りがくぶ）は、大学の学部のひとつで、理学（自然科学）の教育、研究を行うための学部である。

## 概要
自然科学全般を学び研究するための学部であり、日本の大学の制度上の区分である。
理学部内の学科としては、数学科、物理学科、化学科、生物学科（生命科学科）、地球科学科などに分かれている。学位の代表例は学士（理学）。
理学部では先人たちが築いた自然科学の諸分野について学びはするが、出来上がった理論をそのまま甘受してそのまま応用するに止まらず、理論自体の成立過程を理解し、それを解体・再構築したり、新たな理論を構築する能力をも培うことを重視する。
たとえば同じ「りんご」ひとつを前にしても、物理学ではその位置や質量や運動には着眼するが、りんごの種・品種や親子関係は無視してしまって扱わない。それに対して生物学では種、形態、世代などに着目し、運動・位置などの面は基本的に扱わない。同じ自然を前にしていても、着眼点が大きく異なり、まったく違う側面を見ており、あたかも全く別の世界を眼前にしているようであり、また理論の構築のしかたも大きく異なるのである。自然科学の各分野の理論体系をそのまま信じて信者のように振る舞うことに甘んじず、各分野の成立の背後にある「ものの考え方」自体にまで焦点をあて、それを議論の俎上に乗せることも行う。学問の礎（いしづえ）として置かれている原理 (principle) そのものにまで関心を持ち、時としてその学問原理の妥当性を疑うということすらある。
理学において、人間存在は理論の構築者であり、また自然の観察者であり、人間存在を主体としてとらえる傾向にある。こうした姿勢は古代以来の哲学と共通するところがある。理論を応用し、社会的要請に応えることが目的の学部（工学部・農学部など）とは異なる面がある。
自然科学の中のどの分野を選択するかによって、必要となる素養・技能は異なってくる。物理学の場合は、記述や理論構築に、自然言語および数学という言語が必要である。（自然言語については大学入学前に一応は学んでいるものとして）理学部では、（特に物理学などを学ぶ学生には）数学教育をしっかりと行うということになっている。ただし伝統的な生物学を学ぶ学生は、しばしば、数学を学ぶことを大部分回避することもできる。
主に生物学や地球科学では、本物の自然環境の中で調査を行うことが非常に重要なので、フィールドワークに関する知識の習得・実地訓練も行う。
なお一部で誤解している人がいるので解説しておくと、理学部では数学を教えているが、だからといって数学が自然科学というわけではない。数学は自然科学ではなく、あくまで形式科学である。物理学を記述するのには自然言語や数学という一種の"記述言語"が必要で、どちらも必須で大切なのだが、不足していると考えられる数学的知識を学生に習得してもらうべく、理学部のカリキュラムとして組み込んでいる、ということである。本当は、社会科学でも数学は頻用しており、数学は自然科学だけで使われているわけではない。だが「数学科」を複数あちこちに設置するわけにもいかないので、便宜上「理学部」内に設置している大学も多い、という関係になっている。なお、ケンブリッジ大では、Faculty of Mathematics となっていて、数学・学部が単体で独立した学部になっている。また、理学部でも自然言語は非常に重要で、例えば生物学は基本的に、自然言語ばかりで記述される。
学問分野を問わず、将来研究者になると、学会の発表をはじめ国際的に活躍するためには、英語が流暢になっていることが必須である。自然科学の共通の自然言語になっている観もある英語のしっかりした学習は欠かせない。
平成時代に入ってからの大学院重点化により、組織の管理運営上の機能が大学院理学研究科に移行している例も見られる。

### 進路
卒業・修了後の進路は様々である。「多くが理科や数学の教員になる選択をする」という誤解が一般的になされているが、実際には一般企業 (商社やメーカー) への就職率の方が高い。一方の教員として就職する割合は決して高くなく、むしろ一般企業や他の公務員職に比べ、低いと言える。
他には、理論系の研究者になる者や、また工学を自学し技術者となる者や、経済学、心理学など人文科学・社会科学系の分野を専攻する者や、文化・哲学に携わってゆくことになる者もいる。
教員免許に必要な科目を履修することで、数学（数学科）、理科（数学科以外）の高等学校一種教員免許を取得できる大学が大半である。

## 類型
名称として「理学部」を名乗る大学学部の他に、私立大学の半分以上は理工学部の理学系の学科も同様の研究教育活動を行っている。また、総合科学部（広島大学、徳島大学）、教育学部（早稲田大学）、教養学部（東京大学、国際基督教大学）、文理学部（日本大学）、リベラルアーツ学群（桜美林大学）に理学（自然科学）の教育、研究がなされるコースが設置されている大学もある。
学群制や学域制を敷く大学については、筑波大学においては、独自の「学群・学類」制度が敷かれ理学部という名称の学部は存在しないが、同大学理工学群の開設する数学類・物理学類・化学類や、同大学生命環境学群の地球学類・生物学類（多様性、情報、分子細胞、応用生物、人間生物の各コース）が他大学の理学部に相当している。金沢大学では理学部は工学部を母体として2008年に3学域構想の下に創設された「理工学域」に統合・再編された。同大学では地理学系は、人間社会学域の人文学類人間科学コースに地理学研究室がある。
理学（自然科学）の境界領域の教育、研究をする学科が設置している大学もある。
地理学科が理学部に設置されている大学もあるが、数は少ない（東北大学など）。かつては、旧東京都立大学や東京教育大学でも理学部に地理学科や地学科地理学専攻が設置されていた。
北海道大学、大阪大学では他大学の大半で繊維学部や工学部で設置されていた高分子学科、広島大学では物性学科といった学科がこれに該当した。
近年では、理学部の学科を再編して複数のコースを設けた理学科とし、境界領域の教育、研究を容易にしている大学がある。
大学制度が成立した当時唯一の大学であった東京大学では理学部には8つの学科が置かれていたが、その内容は数学科、物理学科、化学科、生物学科、星学科、工学科、地質学科、採鉱冶金学科と今では工学部に相当するものも含み、いわゆる理系的分野を網羅するものだった。
岡山理科大学もかつては工学部に相当する学科（電子理学科、機械理学科など）を含んでいた。
東京理科大学では、他大学では工学部に設置される応用物理学科、応用化学科といった応用理学の学科が、理学部にある。

## 理学部を持つ日本の大学

### 国立
| - 茨城大学 - 愛媛大学 - 大阪大学 - 岡山大学 - お茶の水女子大学 - 鹿児島大学 - 九州大学 - 京都大学 - 熊本大学 | - 神戸大学 - 埼玉大学 - 静岡大学 - 信州大学 - 千葉大学 - 東京大学 - 東京科学大学（理学院） - 東北大学 | - 富山大学 - 名古屋大学 - 奈良女子大学 - 新潟大学 - 広島大学 - 北海道大学 - 山形大学 - 山口大学 - 琉球大学 |

### 公立
- 東京都立大学
- 横浜市立大学
- 名古屋市立大学 (総合生命理学部)
- 大阪公立大学
- 兵庫県立大学

### 私立
| - 岡山理科大学 - 学習院大学 - 神奈川大学 - 関西学院大学 - 北里大学 | - 京都産業大学 - 城西大学 - 東海大学 - 東京理科大学 | - 東邦大学 - 日本女子大学 - 福岡大学 - 立教大学 |